# Patricia Routledge
Katherine Patricia Routledge, född 17 februari 1929 i Birkenhead i Merseyside, är en brittisk skådespelerska.
I Sverige är hon mest känd för huvudrollen i TV-serien Skenet bedrar. Här spelar hon rollen som den snobbiga Hyacinth Bucket som alltid strävar efter att vara finare än vad hon i grunden är.
Patricia Routledge läste vid University of Liverpool och studerade sedan vid Bristol Old Vic Theatre School.
Hon har spelat i musikaler både i England och USA, med Broadway-debut 1966. 1968 fick hon en Tony Award för rollen som Alice Chalice i Darling of the Day.
I TV har hon, förutom Skenet bedrar, även medverkat i långköraren Coronation Street. Där spelade hon rollen som Sylvia Snape 1961. I engelsk TV har hon även spelat den Miss Marple-liknande detektiven Hetty Wainthropp i TV-serien "Hetty Wainthropp Investigates" som sändes mellan 1996 och 1998.
2017 adlades hon av drottningen till Dame Patricia Routledge.

## Filmografi
- 1974 – David Copperfield (TV-serie)